# Penelope Shuttle
Nacida en Staines, Middlesex, Shuttle dejó la escuela a los 17 años. Escribió su primera novela a los 20 años. Ha vivido en Falmouth, Cornualles desde 1970. Se casó con el también poeta Peter Redgrove (1932–2003) y tienen una hija, Zoe. Escribieron los libros en prosa The Wise Wound y su secuela, Alchemy for Women.
Shuttle es miembro fundadora del Falmouth Poetry Group, fundado en 1972.

## Premios y reconocimientos
- 1974 Premio Eric Gregory
- Premio Cholmondeley 2007
- Poemas seleccionados (OUP, 1998) Recomendación de la Sociedad de Libros de Poesía.

## Obras

### Colecciones de poesía
- Nostalgia Neurosis: & Other Poems. S. Albert's P. 1968.
- The Songbook of the Snow, and Other Poems. Janus Press. 1974.
- The Orchard Upstairs. Oxford: Oxford University Press. 1980. ISBN 978-0-19-211938-4.
- Child-Stealer. Oxford: Oxford University Press. 1983. ISBN 978-0-19-211956-8.
- The Lion from Rio. Oxford: Oxford University Press. 1986. ISBN 978-0-19-281974-1.
- Adventures with my Horse. Oxford: Oxford University Press. 1988. ISBN 978-0-19-282218-5.
- Taxing the Rain. Oxford: Oxford University Press. 1992. ISBN 978-0-19-282993-1.
- Building a City for Jamie. Oxford: Oxford University Press. 1996. ISBN 978-0-19-282517-9.
- Selected Poems. Oxford: Oxford University Press. 1998. ISBN 978-0-19-288076-5.
- A Leaf out of his Book. Manchester: Carcanet. 1999. ISBN 978-1-903039-00-7.
- Redgrove's Wife. Bloodaxe Books. 2006. ISBN 978-1-85224-734-8.
- Sandgrain and Hourglass. Bloodaxe Books. 2010.
- Four portions of everything on the menu for M'sieur Monet!. Indigo Dreams Publishing. 2016. ISBN 978-1-910834-21-3.

### Ficción
- An Excusable Vengeance (novella in New Writers 6). Calder & Boyars. 1967.
- All the Usual Hours of Sleeping. Calder & Boyars. 1969.
- Jesusa (novella). Granite Press. 1971.
- Wailing Monkey Embracing a Tree. Calder & Boyars. 1973. ISBN 0-7145-0939-6.
- Rainsplitter in the Zodiac Garden. Marion Boyars. 1977. ISBN 978-0-7145-2560-0.
- The Mirror of the Giant. Marion Boyars. 1980. ISBN 978-0-7145-2679-9.
- The Penelope Shuttle Omnibus. Verbivoracious Press. 2015. ISBN 9789810959821.

### Libros en prosa
- Peter Redgrove (1978). The Wise Wound. London: Gollancz. ISBN 978-0-399-90024-2.
- Penelope Shuttle, Peter Redgrove (1995). Alchemy for Women: Personal Transformation Through Dreams and the Female Cycle. Rider. ISBN 978-0-7126-9859-7.